# Fotokonceptualizm

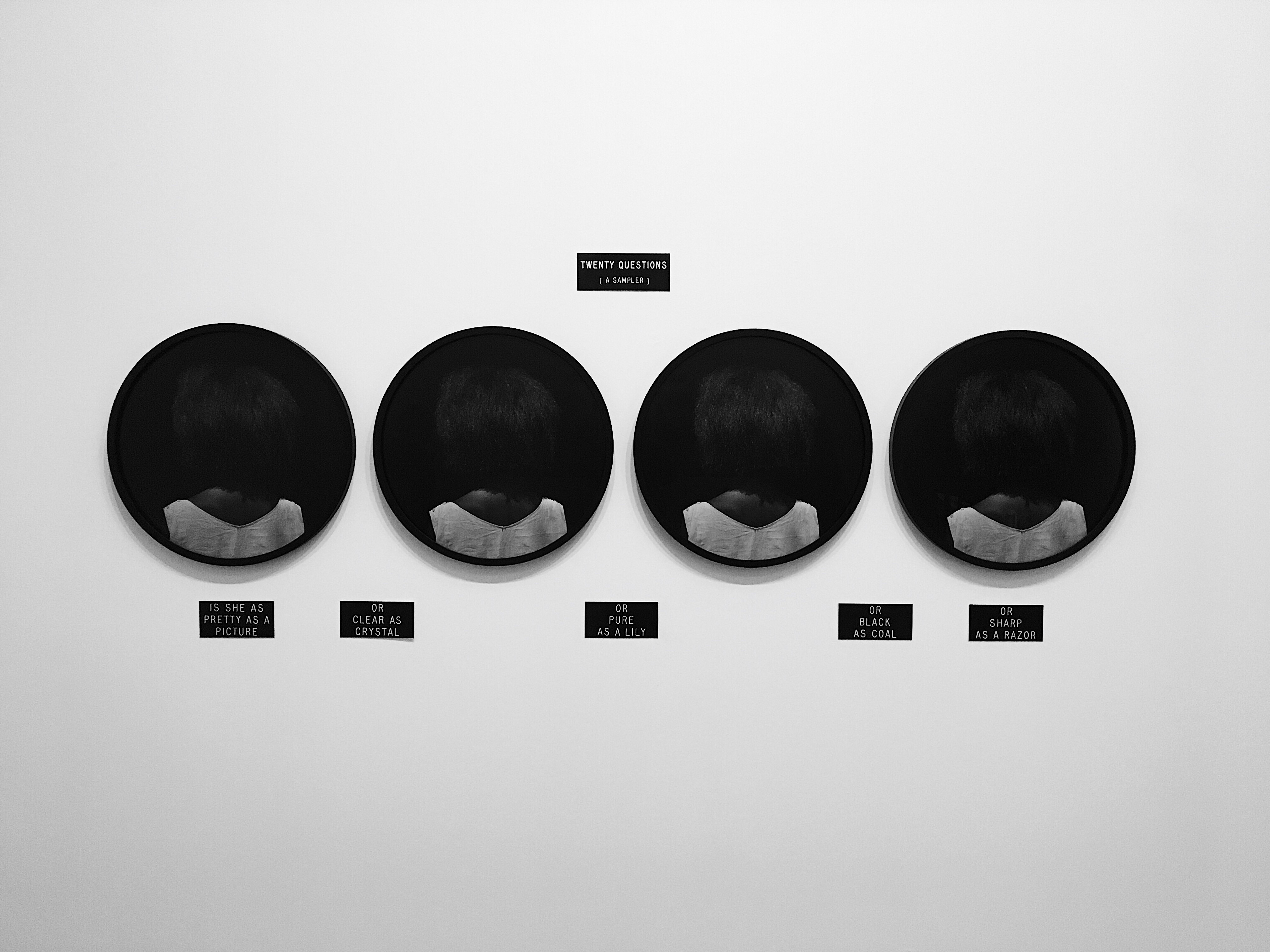
Lorna Simpson, Twenty Questions (A Sampler), 1986

Fotokonceptualizm, fotografia konceptualna – kategoria fotografii artystycznej, która narodziła się na początku lat 60. XX wieku. Jej celem było eksponowanie samego procesu twórczego. Twórcy konceptualizmu w fotografii twierdzili, że przedmiot staje się dziełem sztuki nie dlatego, że posiada pewne walory estetyczne, ale przede wszystkim dlatego, że taka jest właśnie wola samego artysty. W sztuce polskiej, po II wojnie światowej artystą, który pierwszy tworzył dzieła w tym nurcie, był Zbigniew Dłubak (1921–2005). Pionierem konceptualnej refleksji nad nowymi mediami w Polsce był także Zbigniew Staniewski (1925–2001), który opracował teorię kompleksowości fotografii. Innymi przedstawicielami tego nurtu w polskiej fotografice byli m.in. Andrzej Dudka-Dürer, Henryk Gajewski, Andrzej Jórczak, Eustachy Kossakowski, Natalia LL, Roman Opałka, Józef Robakowski, Zygmunt Rytka. 